# Berd’huis
Berd’huis ist eine französische Gemeinde mit 1.094 Einwohnern (Stand: 1. Januar 2022) im Département Orne in der Region Normandie. Sie gehört zum Arrondissement  Mortagne-au-Perche und zum Kanton Bretoncelles (bis 2015: Kanton Nocé). Die Einwohner werden Berd’huisiens genannt.

## Geographie
Berd’huis liegt etwa 50 Kilometer ostsüdöstlich von Alençon. Umgeben wird Berd’huis von den Nachbargemeinden Perche en Nocé im Norden und Westen, Nogent-le-Rotrou im Osten und Südosten sowie Saint-Hilaire-sur-Erre im Süden.

## Bevölkerungsentwicklung
| Jahr                      | 1962 | 1968 | 1975 | 1982 | 1990 | 1999 | 2006 | 2013 |
| Einwohner                 | 517  | 512  | 564  | 836  | 1003 | 1099 | 1077 | 1073 |
| Quelle: Cassini und INSEE |      |      |      |      |      |      |      |      |

## Sehenswürdigkeiten
- Kirche Saint-Martin aus dem 17. Jahrhundert
- Kapelle Notre-Dame in Croisilles aus dem 16. Jahrhundert, Monument historique
- Herrenhaus Le Grand-Saint-Quentin aus dem 19. Jahrhundert

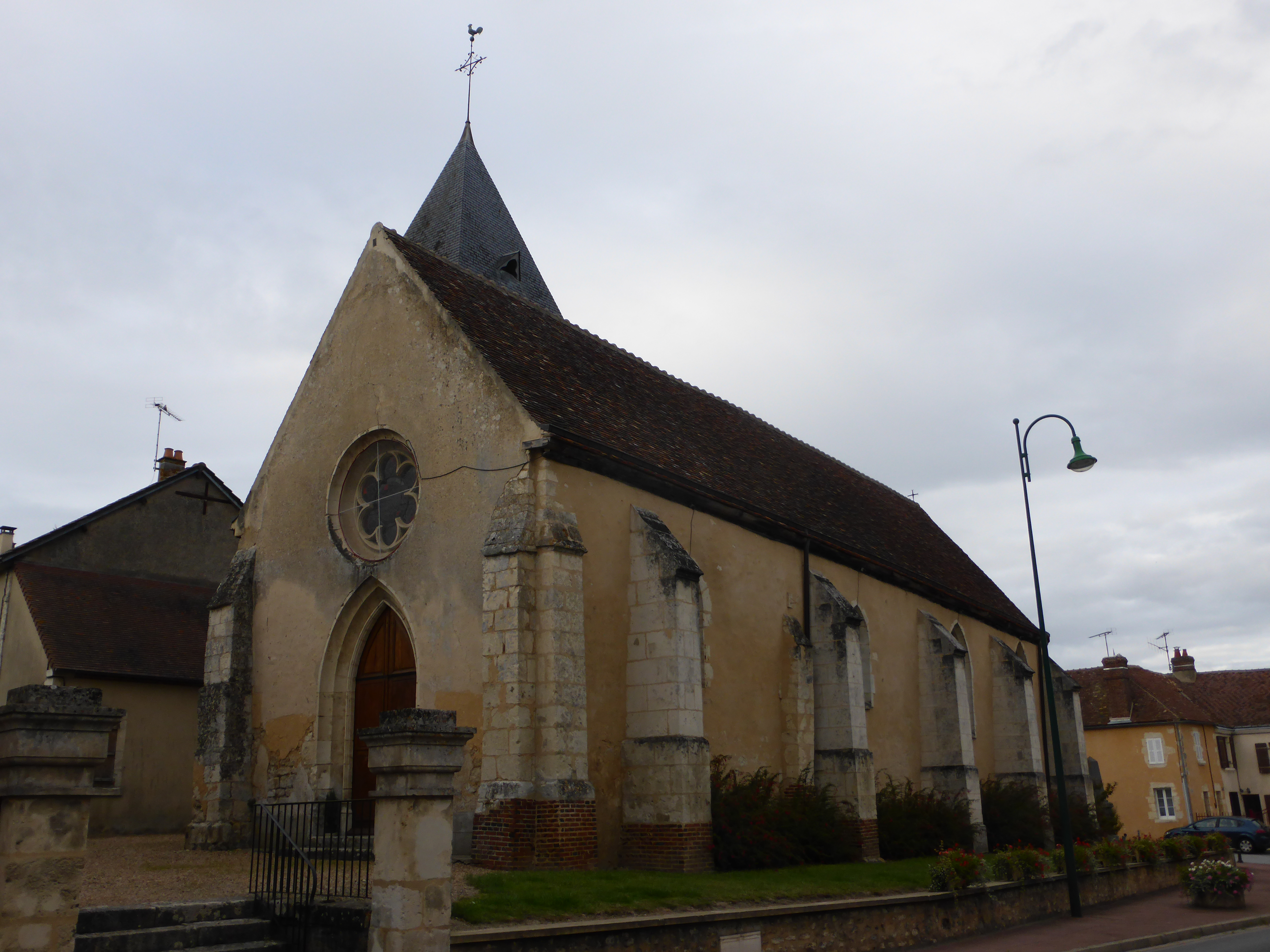
Kirche Saint-Martin
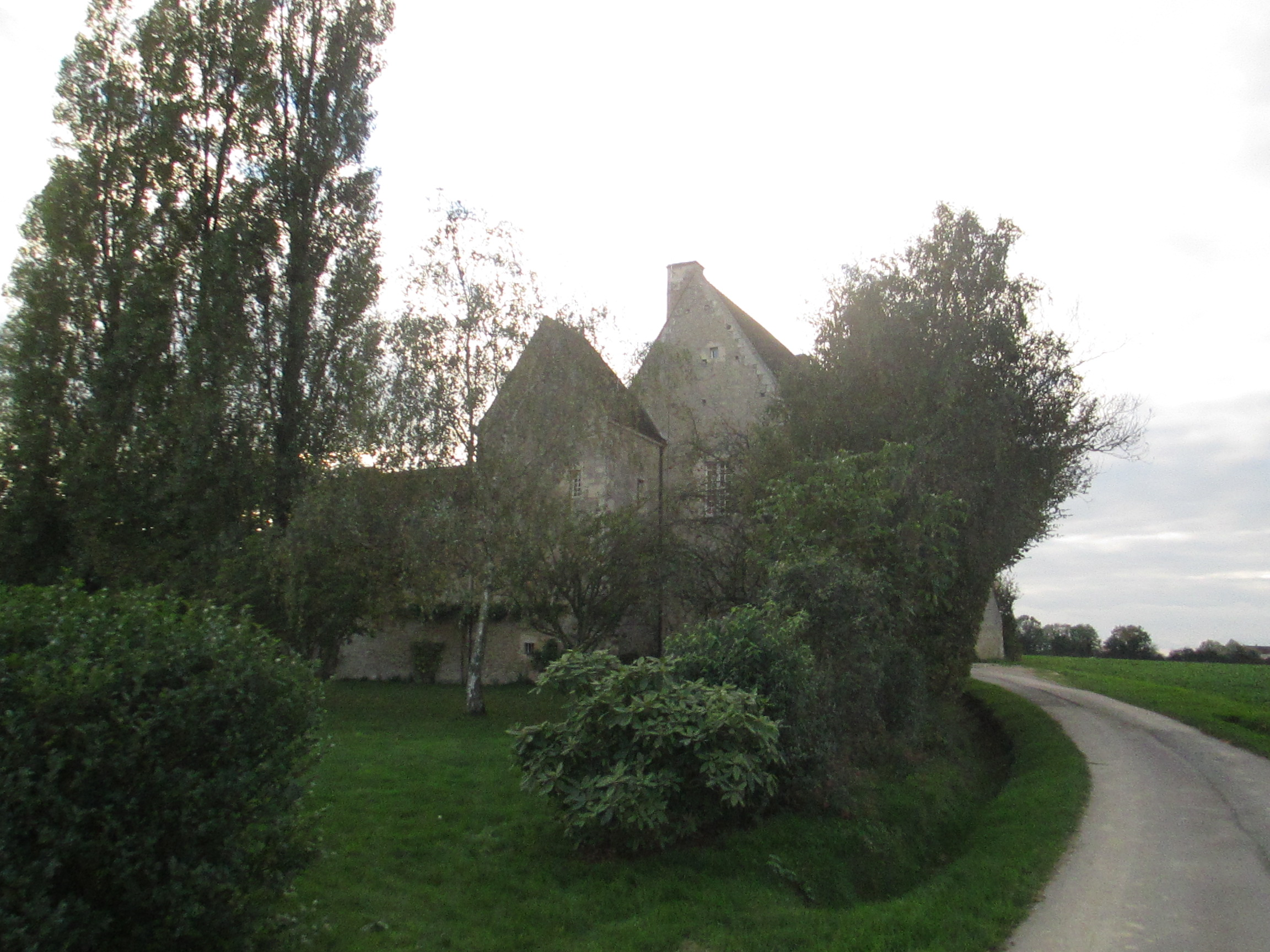
Herrenhaus Le Grand-Saint-Quentin